# المعين (السدة)

تعديل مصدري - تعديل

المعين محلة تابعة لقرية المذابب، التابعة لعزلة التويتي بمديرية السدة إحدى مديريات محافظة إب في الجمهورية اليمنية.، بلغ تعداد سكانها 34 حسب تعداد اليمن لعام 2004.